# 1970 في فرنسا
فيما يلي قوائم الأحداث التي وقعت خلال عام 1970 في فرنسا.

## رياضة
- 1 يناير – دورة فرنسا المفتوحة 1970
- 5 يوليو – جائزة فرنسا الكبرى 1970 الفائز يوخن ريندت.

## أفلام
من الأفلام التي صدرت هذه السنة في فرنسا:
- 1 يناير – الملتزم من إخراج برناردو برتولوتشي.

## مواليد

### يناير
- 21 يناير – مارينا فواس ممثلة فرنسية.

### فبراير
- 3 فبراير – فرانك غافا لاعب كرة قدم فرنسي.
- 6 فبراير – باتريس لوكو لاعب كرة قدم فرنسي.
- 14 فبراير – غييوم راو لاعب كرة مضرب فرنسي.
- 15 فبراير – يان سولوي لاعب كرة قدم فرنسي.

### مارس
- 7 مارس – ناتالي لانسين درّاجة طريق فرنسية.

### أبريل
- 19 أبريل – مانويل أبيتشيلا لاعب شطرنج فرنسي.

### مايو
- 6 مايو – غيسلاين أنسيلميني لاعب كرة قدم فرنسي.

### يونيو
- 2 يونيو – كزافييه جان دراج فرنسي.
- 19 يونيو – برونو كوكران لاعب كرة سلة فرنسي.
- 21 يونيو – سيغولين نيفيل سياسية فرنسية.
- 23 يونيو – يان تيرسن ملحن فرنسي.
- 27 يونيو – كريستوف ديغويرفيلي لاعب كرة قدم فرنسي.

### يوليو
- 18 يوليو – أرماندو ألفاريز لاعب كرة قدم إسباني.
- 30 يوليو – باتريك كارتيرون

### أغسطس
- 18 أغسطس – سيدريك فاسر درّاج طريق فرنسي.

### سبتمبر
- 6 سبتمبر – ستيفان غيفارش لاعب كرة قدم فرنسي.
- 9 سبتمبر – بيير لايغل لاعب كرة قدم فرنسي.
- 10 سبتمبر – جولي هالارد ديكوجيس لاعبة كرة مضرب فرنسية.
- 18 سبتمبر – ديدييه الروس درّاج طريق فرنسي.
- 19 سبتمبر – فيليب فيولو لاعب كرة قدم فرنسي.
- 22 سبتمبر – إيمانويل بوتي لاعب كرة قدم فرنسي.
- 25 سبتمبر – ستيفان روتش لاعب كرة قدم فرنسي.

### أكتوبر
- 27 أكتوبر – آلين بوغوسيان لاعب كرة قدم فرنسي.

### نوفمبر
- 14 نوفمبر – بشرى جرار
- 20 نوفمبر – ستيفان هودت
- 28 نوفمبر – إدوار فيليب سياسي فرنسي.
- 28 نوفمبر – يان ميكايلسن لاعب كرة قدم دنماركي.

### ديسمبر
- 3 ديسمبر – كريستيان كاريمبو لاعب كرة قدم فرنسي.
- 20 ديسمبر – إدوارد مونتوت ممثل فرنسي.

## وفيات

### يناير
- 1 يناير – غابرييل بوه (مواليد 1883)
- 29 يناير – ليدل هارت (مواليد 1895)

### فبراير
- 1 فبراير – أوجين كريستوف (مواليد 1885) درّاج طريق فرنسي.
- 22 فبراير – روجر جيلارد (مواليد 1893) ممثل فرنسي.

### مارس
- 5 مارس – آني أندرسون (مواليد 1940) ممثلة فرنسية.
- 12 مارس – روبير دو كيه (مواليد 1869) صحفي فرنسي.

### أبريل
- 28 أبريل – جان بيار لامي (مواليد 1945) ممثل فرنسي.

### مايو
- 26 مايو – بودلي (مواليد 1892)

### يونيو
- 28 يونيو – بيير ماك أورلان (مواليد 1882) كاتب فرنسي.

### سبتمبر
- 1 سبتمبر – فرنسوا مورياك (مواليد 1885) مؤلف فرنسي.
- 2 سبتمبر – برنارد نويل (مواليد 1924) ممثل فرنسي.
- 22 سبتمبر – بول فريتش (مواليد 1901) ملاكم فرنسي.

### أكتوبر
- 9 أكتوبر – جان جيونو (مواليد 1895) كاتب فرنسي.
- 10 أكتوبر – إدوار دلادييه (مواليد 1884) سياسي فرنسي.

### نوفمبر
- 9 نوفمبر – شارل ديغول (مواليد 1890) عسكري فرنسي و رئيس الجمهورية الفرنسية.

### ديسمبر
- 15 ديسمبر – سيلفي جونغ هينروتين (مواليد 1904) لاعبة كرة مضرب فرنسية.